# Michele Emiliano
Michele Emiliano (ur. 23 lipca 1959 w Bari) – włoski prawnik i polityk, prokurator antymafijny, burmistrz Bari (2004–2014), od 2015 prezydent Apulii.

## Życiorys
W młodości trenował koszykówkę. W 1983 ukończył studia prawnicze na Uniwersytecie w Bari. Praktykował w kancelarii prawniczej, po czym przeszedł do pracy w organach śledczych, uzyskując zatrudnienie w prokuraturze w Agrigento. W 1990 przeniósł się do prokuratury w Brindisi, prowadząc śledztwa przeciwko mafii. W 1995 przeszedł do okręgowej dyrekcji antymafijnej w Bari, gdzie pracował do 2003. Odszedł w związku z zaangażowaniem się w działalność polityczną. W 2004 z powodzeniem wystartował jako kandydat centrolewicowej koalicji na urząd burmistrza Bari (reelekcję uzyskał w 2009). Pełnił też funkcję przewodniczącego stowarzyszenia włoskich gmin (ANCI). W 2007 przystąpił do Partii Demokratycznej.
W wyniku wyborów regionalnych z 31 maja 2015 został wybrany na urząd prezydenta Apulii, zastępując Nichiego Vendolę. W kwietniu 2017 bez powodzenia ubiegał się o przywództwo w Partii Demokratycznej, otrzymując w prawyborach około 10% głosów. We wrześniu 2020 uzyskał reelekcję w wyborach na prezydenta Apulii.